# Liste der Biografien/Bruu
Liste der Biografien |
Portal Biografien |
Personensuche
# |
A |
B |
C |
D |
E |
F |
G |
H |
I |
J |
K |
L |
M |
N |
O |
P |
Q |
R |
S |
T |
U |
V |
W |
X |
Y |
Z |
?
 
Ba |
Be |
Bd |
Bg |
Bh |
Bi |
Bj |
Bl |
Bm |
Bn |
Bo |
Br |
Bs |
Bu |
Bw |
By |
Bz
 
Bra |
Brc |
Brd |
Bre |
Brg |
Bri |
Brj |
Brk |
Brl |
Brn |
Bro |
Brp–Brt |
Bru |
Brv |
Bry |
Brz
 
Brua |
Brub |
Bruc |
Brud |
Brue |
Bruf |
Brug |
Bruh |
Brui |
Bruj |
Bruk |
Brul |
Brum |
Brun |
Brup |
Brur |
Brus |
Brut |
Bruu |
Bruv |
Bruw |
Brux |
Bruy |
Bruz
Die Liste der Biografien führt alle Personen auf, die in der deutschsprachigen Wikipedia einen Artikel haben. Dieses ist eine Teilliste mit 32 Einträgen von Personen, deren Namen mit den Buchstaben „Bruu“ beginnt.

## Bruu

### Bruun
- Bruun Jensen, Christopher (* 1985), dänischer Badmintonspieler
- Bruun Jensen, Knud (1929–2015), dänischer Ruderer
- Bruun Jørgensen, Klavs (* 1974), dänischer Handballspieler und -trainer
- Bruun Larsen, Jacob (* 1998), dänischer FußballspielerJacob Bruun Larsen (* 1998)

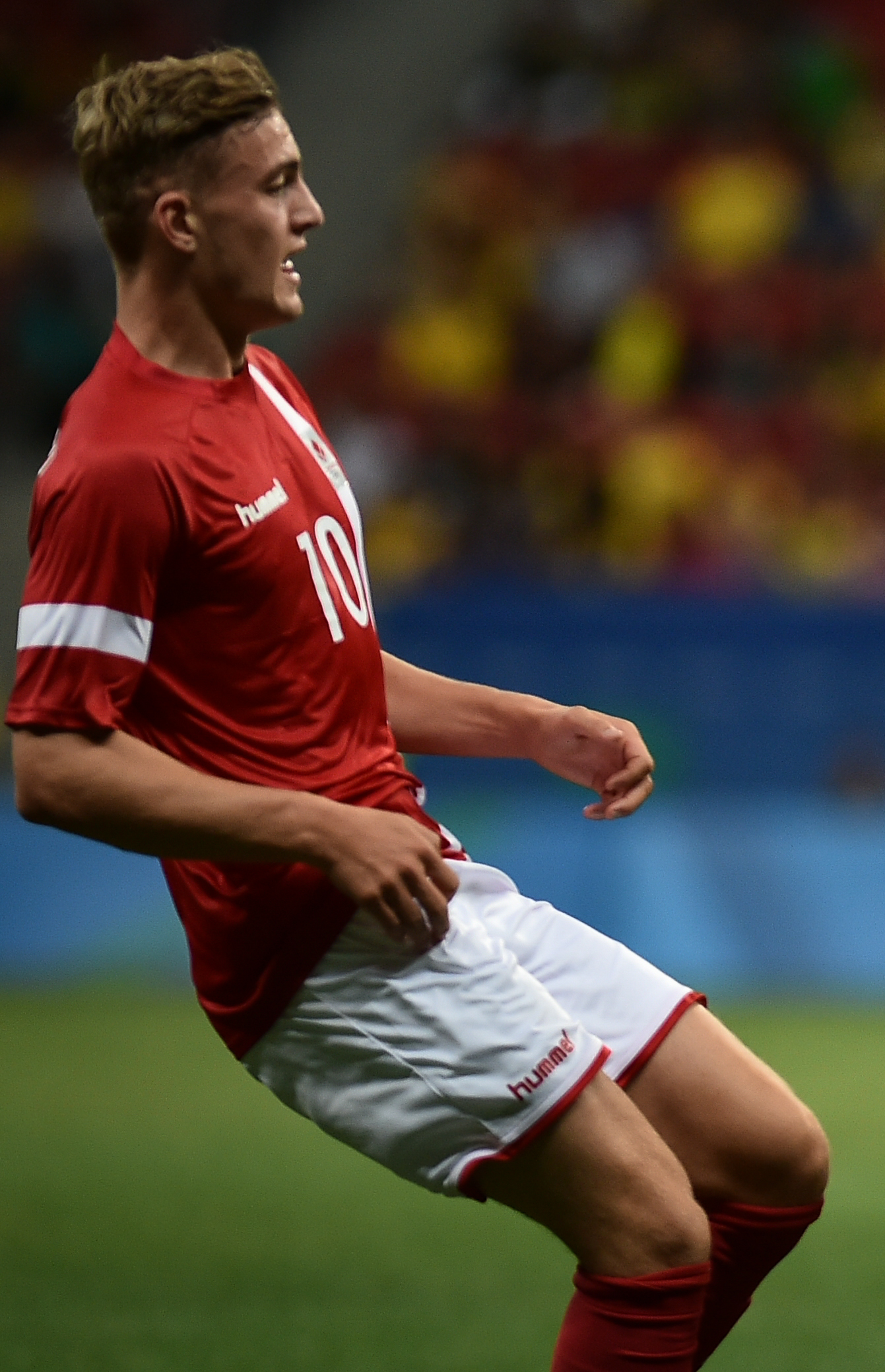
Jacob Bruun Larsen (* 1998)

- Bruun Olsen, Ernst (1923–2011), dänischer Schauspieler, Dramatiker, Hörspielautor und Regisseur
- Bruun Pedersen, Michael (* 1970), dänischer Handballspieler und -trainer
- Bruun, Amalie (* 1985), dänische Musikerin und Schauspielerin
- Bruun, Andreas (1737–1788), dänisch-norwegischer Kaufmann und Forschungsreisender
- Bruun, Anton Frederik (1901–1961), dänischer Meeresbiologe und Ozeanograf
- Bruun, Bertel (1937–2011), US-amerikanischer Neurologe, Amateur-Ornithologe und Sachbuchautor
- Bruun, Carsten (1868–1951), norwegischer Sportschütze
- Bruun, Christopher (1839–1920), norwegischer Geistlicher und Volkshochschullehrer
- Bruun, Daniel (* 1979), dänischer Organist
- Bruun, Edgar (1905–1985), norwegischer Leichtathlet
- Bruun, Einar (1890–1967), norwegischer Schneider, Stummfilmschauspieler und Stummfilmregisseur
- Bruun, Fie, dänische Fußballschiedsrichterassistentin
- Bruun, Johan Henrik (1732–1796), dänisch-norwegischer Kaufmann
- Bruun, Kim (* 1993), dänischer Badmintonspieler
- Bruun, Kristian (* 1979), kanadischer SchauspielerKristian Bruun (* 1979)

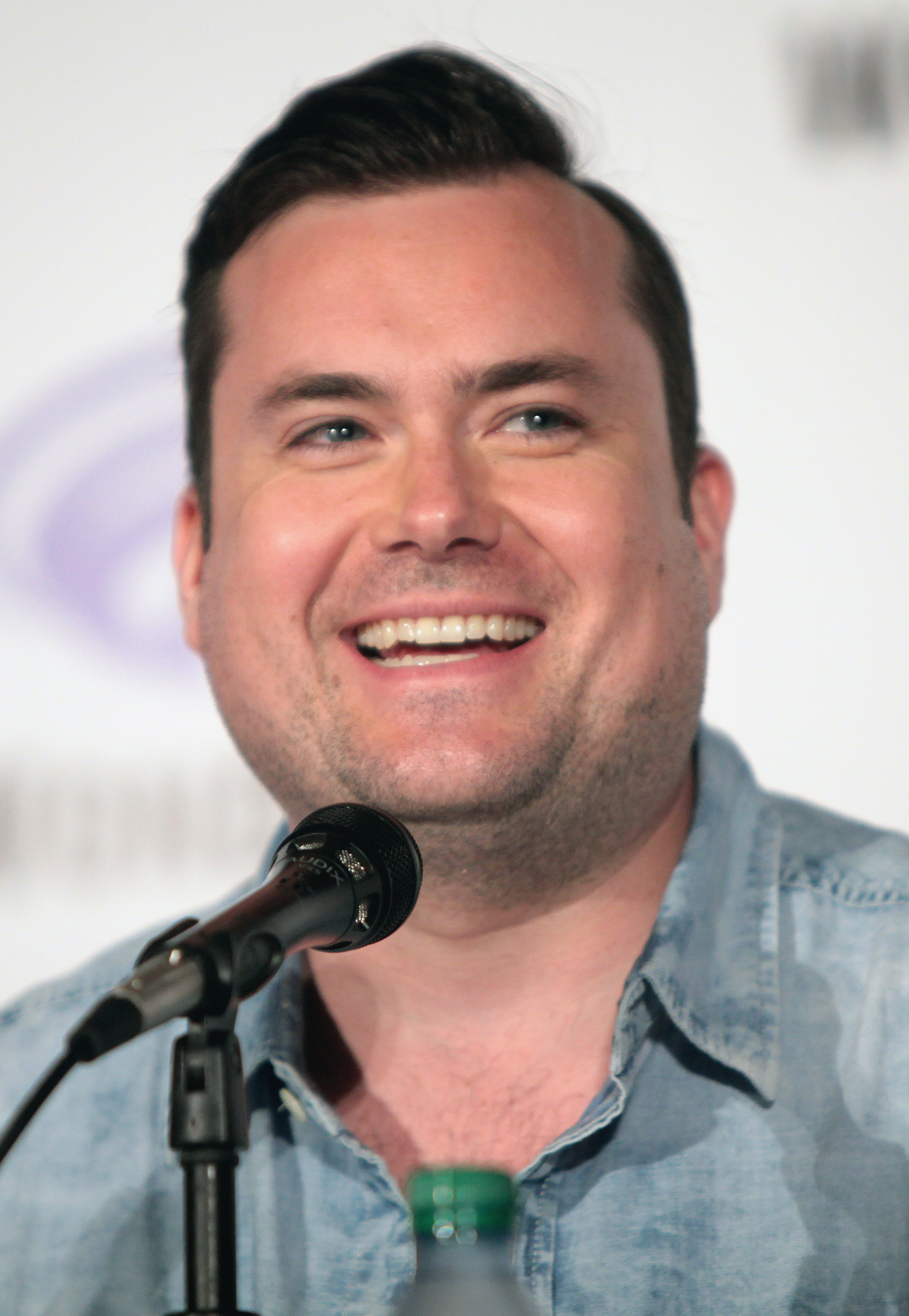
Kristian Bruun (* 1979)

- Bruun, Laurids (1864–1935), dänischer Schriftsteller
- Bruun, Magnus (* 1984), dänischer Schauspieler und Synchronsprecher
- Bruun, Morten (* 1965), dänischer Fußballspieler
- Bruun, Patrick (1920–2007), finnischer Althistoriker und Numismatiker
- Bruun, Peter (* 1979), dänischer Jazzmusiker (Schlagzeug, Perkussion, Komposition)
- Bruun, Signe (* 1998), dänische Fußballspielerin
- Bruun, Sverre (1886–1987), norwegischer Lektor und Lehrbuchautor
- Bruun-Gundersen, Åshild (* 1986), norwegische Politikerin
- Bruun-Hanssen, Haakon (* 1960), norwegischer Offizier der norwegischen Marine und (seit 2013) Befehlshaber der norwegischen Streitkräfte im Dienstgrad eines Admirals
- Bruun-Neergaard, Richard Jens Ernst von (1822–1866), deutscher Politiker

### Bruus
- Bruus Christensen, Jeppe (* 1978), dänischer Politiker der Socialdemokraterne
- Bruus, Andreas (* 1999), dänischer Fußballspieler
- Bruus, Karmen (* 2005), estnische Hochspringerin